# 珊瑚菠萝
珊瑚菠萝（学名：Aechmea fulgens）为菠萝科蜻蜓菠萝属下的一个种。原產於巴西東部。珊瑚鳳梨最引人的在於它那美麗豔紅的花序。珊瑚鳳梨花的結構特殊，紅色部分為萼片，上方紫色部分為花瓣，花瓣不會完全展開，只是在頂端露出一個小口。